# روجير فينسترا
روجير فينسترا (بالهولندية: Rogier Veenstra)‏ (17 سبتمبر 1987 بزيفينار في هولندا - ) هو لاعب كرة قدم هولندي في مركز الهجوم. لعب مع نادي إكسلسيور ونادي هارلم وناك بريدا ونادي هويك ‏.

## وصلات خارجية
- روجير فينسترا على موقع قاعدة بيانات كرة القدم.إي يو (الإنجليزية)